# دانيال بلومنتال
دانيال بلومنتال (بالإنجليزية: Daniel Blumenthal؛ بالألمانية: Daniel Blumenthal) هو عازف بيانو ألماني وأمريكي، ولد في 23 سبتمبر 1952 في لنداشتول في ألمانيا.

## وصلات خارجية
- دانيال بلومنتال على موقع ميوزك برينز (الإنجليزية)
- دانيال بلومنتال على موقع أول ميوزيك (الإنجليزية)
- دانيال بلومنتال على موقع ديسكوغز (الإنجليزية)